# Хамма (Тюрингия)
Хамма (нем. Hamma) — деревня в Германии, в земле Тюрингия. Входит в состав города Херинген (Хельме) района Нордхаузен. 
Впервые упоминается в 1143 году.

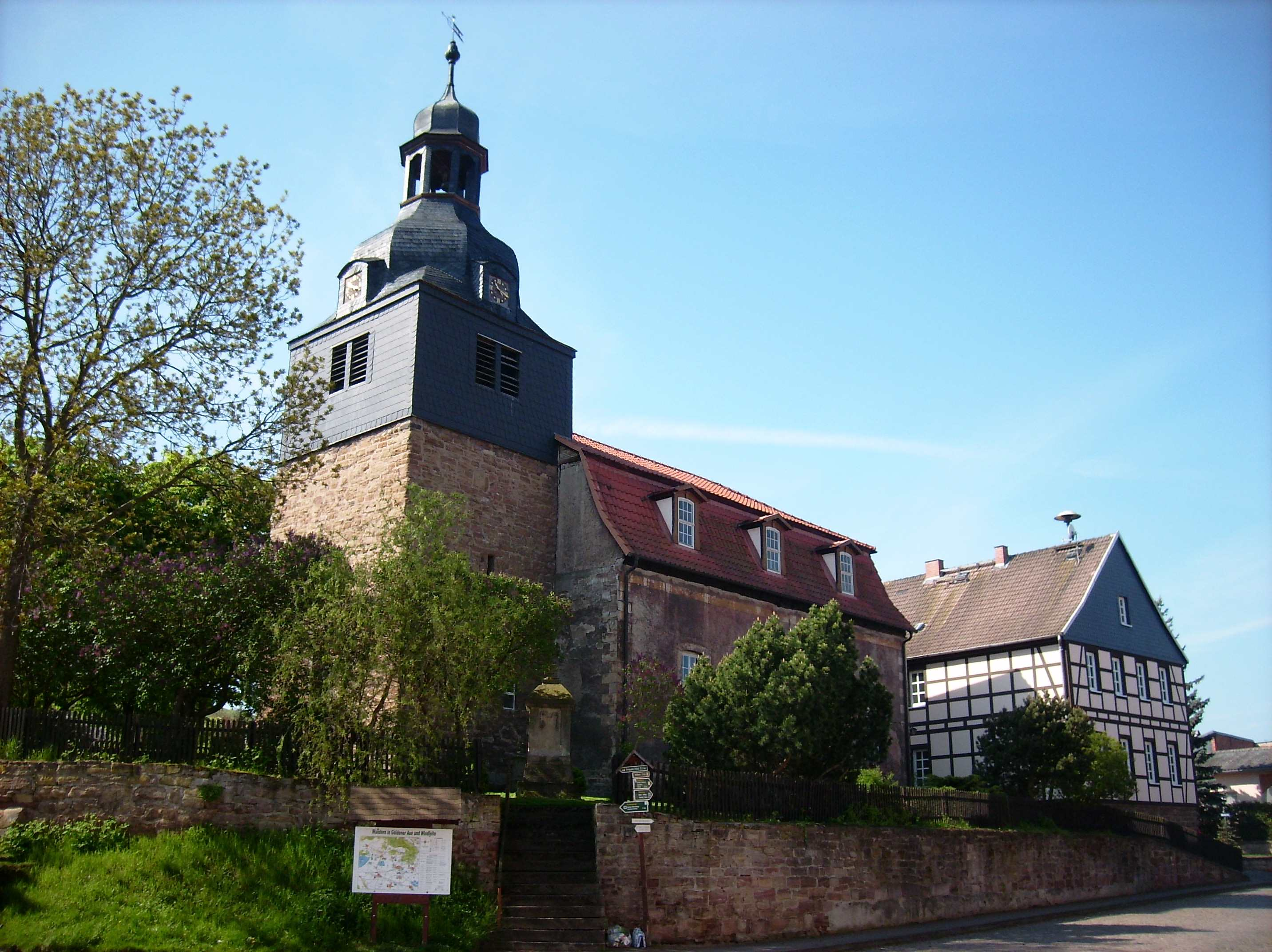
Церковь

Ранее Хамма имела статус самостоятельной общины (коммуны). Население составляло 292 человека (на 31 декабря 2006 года). Занимала площадь 5,76 км². 1 декабря 2010 года вошла в состав города Херинген (Хельме)